# Euplexia saldanhana
Euplexia saldanhana là một loài bướm đêm trong họ Noctuidae.